# ラブ島

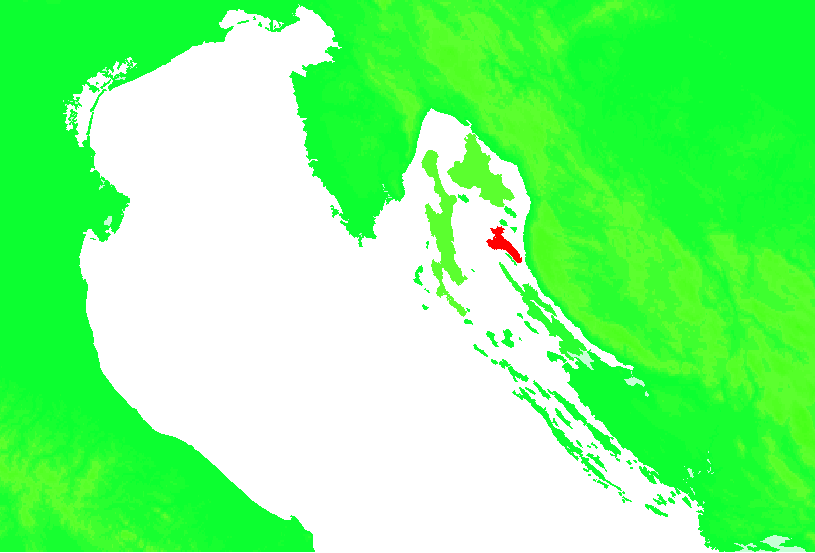
ラブ島の位置

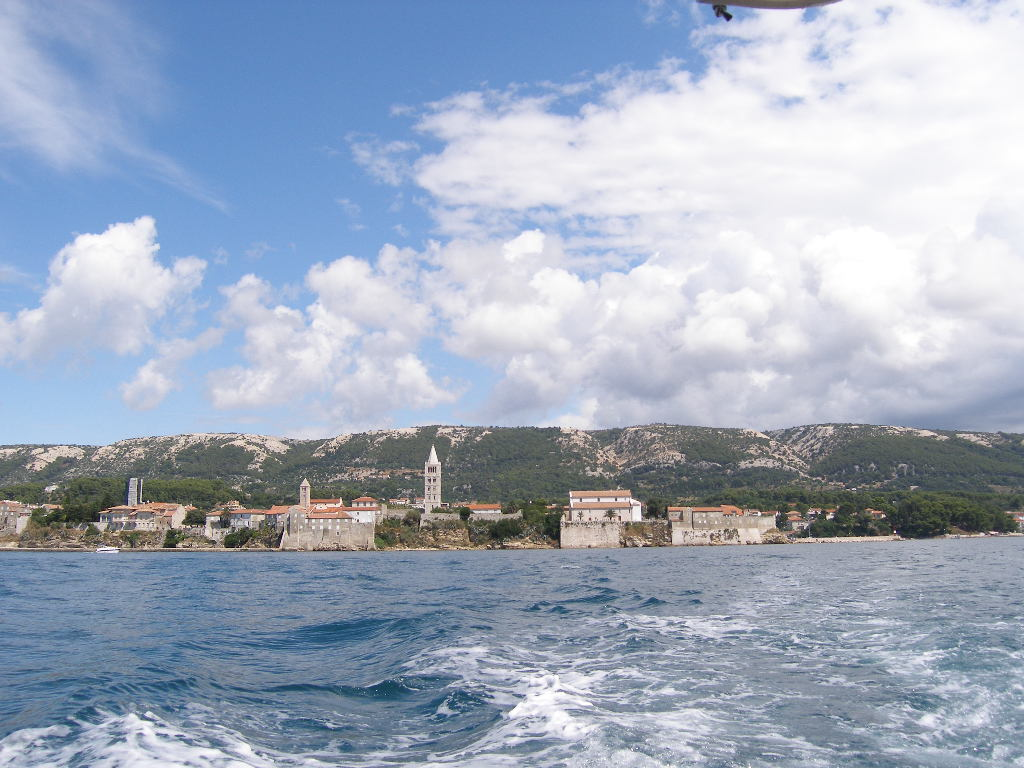
中心の町ラブ

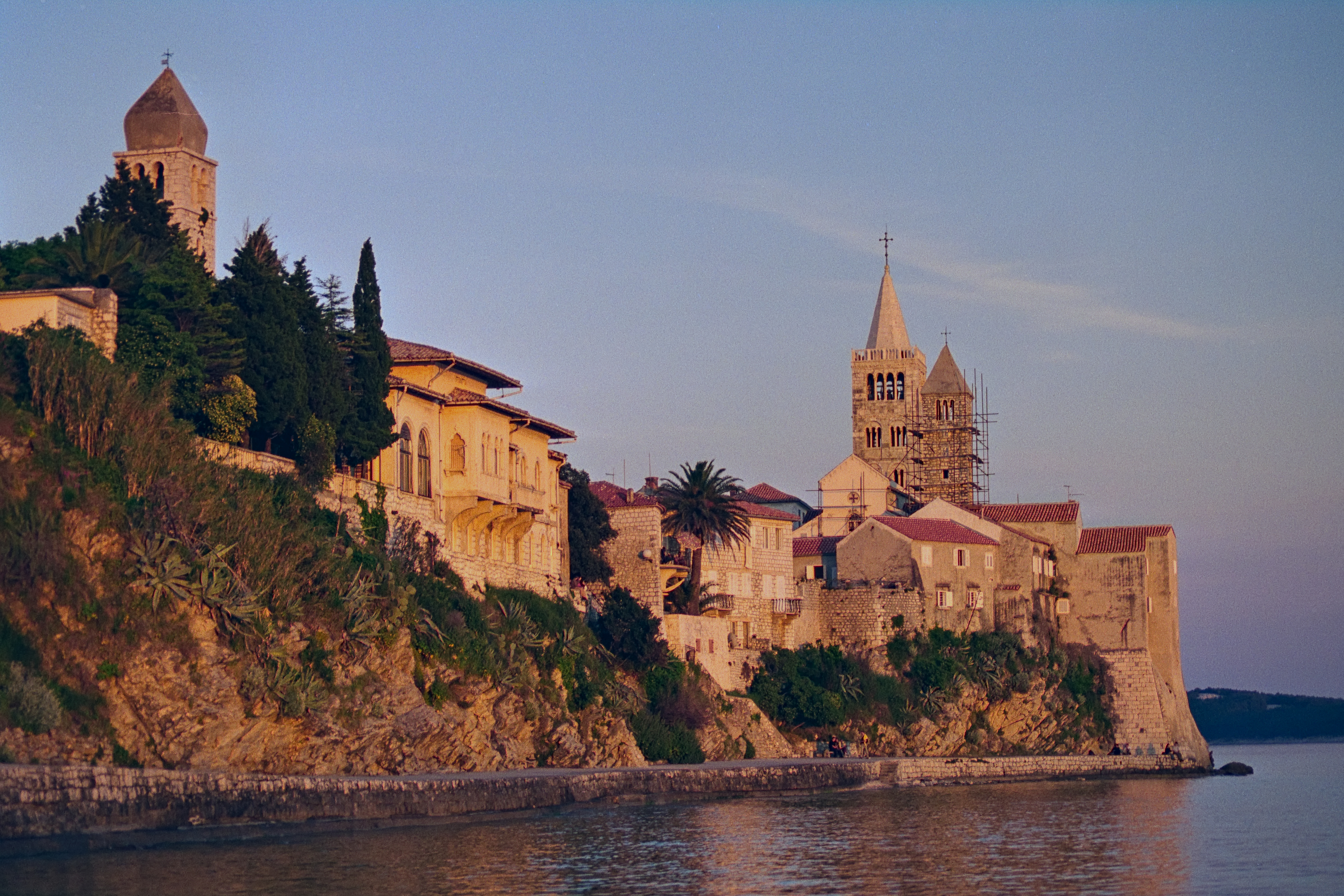
ラブの歴史市街

座標: 北緯44度46分 東経14度46分 / 北緯44.767度 東経14.767度
ラブ島（ラブとう、クロアチア語: Rab、伊: Arbe、独: Arbey）は、クロアチアの島。アドリア海北部、プリモリェ＝ゴルスキ・コタル郡に属する。 
島は南北に22キロと細長く、面積は93.6平方キロメートル、人口は9,480人（2001年）である。島の最高点はカメニャク（Kamenjak）の408メートル。島北東部はほとんどが不毛なカルストで、南東部はオークの森林で覆われている。
ラブ島と本土のヤブラナツ（Jablanac）、隣のクルク島とをフェリー便が往復する。

## 歴史
島の存在が初めて歴史に現れるのは、紀元前360年のイリュリア人支配時代である。以後、リブルニア人、続いてローマ帝国の支配を受けた。皇帝アウグストゥスは島に城壁を築き、自治権を持つムニキピウムの称号を与えた。 
サンマリノ建国者・聖マリヌスはラブ島出身であったが、ディオクレティアヌス帝時代のキリスト教徒迫害を逃れるため島を離れた（この故事がラブとサンマリノとの現在の姉妹都市提携の所以となった）。
中世のラブ島は東ローマ帝国に属し、短期間だけクロアチア王国の支配を受けたが、1358年にアンジュー家のハンガリー王ラヨシュ1世の支配下に入った。
ルネサンス期にはヴェネツィア共和国の支配を受け、それは18世紀のナポレオンによる一時的な支配まで続いた。ナポレオンの没落後、1815年にオーストリア帝国に併合され、1918年まで支配を受けた。  
島民の大多数を占めたのはイタリア語話者で、彼らはイタリア王国との併合を望んだが、イタリアは最終的に1921年に島をユーゴスラビア王国へ割譲した。このためにイタリア系島民の多くがイストリア半島やイタリア本土へ移住して行った。
第二次世界大戦中、イタリア・ファシスト政権は島にラブ強制収容所を建設した。カンポル村のかつて収容所のあった場所には、1953年に記念複合施設が建てられた。
大戦後、島はユーゴスラビア社会主義連邦共和国の一部となり、1991年には分離独立したクロアチアの一部となった。
ラブ島は文化遺産や史跡が豊富であり、人気のある観光地である。島は現在、美しい自然、砂浜、文化遺産、イベントにひかれやってくる観光客や家族連れに非常に人気がある。特にクロスボウ・トーナメント大会と中世の祭りラプスカ・フィェーラ（Rapska Fjera）が知られている。

## 姉妹都市
- セジャーナ, スロヴェニア
- ケーニヒスブルン , ドイツ
- サンマリノ市